# Spinotarsus demotus
Spinotarsus demotus är en mångfotingart som beskrevs av Kraus 1966. Spinotarsus demotus ingår i släktet Spinotarsus och familjen Odontopygidae. Inga underarter finns listade i Catalogue of Life.